# Sankhu
Sankhu es un pueblo ubicado en el distrito de Lalitpur, Nepal.

## Superficie
Cuenta con una superficie de 14,3 kilómetros cuadrados.

## Demografía
Hasta 2015 la población era de 2285 habitantes, con una densidad de población de 160,0 habitantes por kilómetro cuadrado. Con una población masculina y femenina de 1110 (48,6%) y 1175 (51,4%) respectivamente.
| Gráfica de evolución demográfica de Sankhu entre 1975 y 2015 |
|                                                              |
| Datos según el Centro Común de Investigación.                |